# Diapories
Die Diapories (griechisch Διαπόριες Diapories (f. sg.) oder Διαπόρια  Diaporia (n. sg.)), auch Diaporische Inseln (griechisch Διαπόριοι Νήσοι Diaporii Nisi), sind eine kleine Gruppe unbewohnter Inseln im Saronischen Golf in der Nähe von Ägina, zu deren Gemeinde sie auch gehören zwischen der Insel Angistri, Agii Theodori und der Küste der Peloponnes im Gebiet der Gemeinde Korinth.
Zur Inselgruppe gehören zwölf Inseln sehr unterschiedlicher Größe von einem halben Hektar bis zu mehr als einem Quadratkilometer:
- Agios Thomas (Άγιος Θωμάς)
- Tragonisi (Τραγονήσι ‚Bockinsel‘)
- Agios Ioannis (Άγιος Ιωάννης)
- Ledou (Λεδού, auch Kleidou Κλειδού)
- Prasou (Πρασού)
- Moladi (Μολάδι, auch Molathi Μολάθι)

- Kourmouloudes Inselchen (Νησίδες Κουρμουλούδες)
  - Nisida (Νησίδα)
  - (unbenannt)
  - Anagnostis (Αναγνώστης)
- Ypsili (Υψηλή, auch Psili Ψηλή)
- Stachtorroi (Σταχτορροή, auch Stachtorrogi Σταχτορρογή oder Stachtero Σταχτερό)
- Plateia (Πλατειά)

Die größten Inseln sind Agios Ioannis und Agios Thomas mit Flächen von jeweils etwas über einem Quadratkilometer, gefolgt von Ipsili mit knapp einem halben Quadratkilometer und Tragonisi mit rund 20 Hektar. Zusammengenommen bemisst sich die Fläche aller zwölf Inseln auf rund 3,1 km².
Sie sind unbewohnt, beherbergen jedoch Fischfarmen.